# Світло і тінь (Lama)
«Світло і тінь» — другий студійний альбом співачки Lama.

## Треки
1. Intro (1:24)
2. Світло і тінь (3:53)
3. Я не та (3:48)
4. Знаєш, як болить (3:34)
5. Тобі одному (4:04)
6. Не мама (3:51)
7. Його нема (3:22)
8. В океані (4:28)
9. А ти співай (3:22)
10. Світ мрій (3:29)
11. З джерела (3:38)